# Agapornithinae
Agapornithinae este o subfamilie de păsări psittaciforme, una dintre cele cinci subfamilii care alcătuiesc familia Psittaculidae. Membrii săi sunt papagali mici, cu coada scurtă, care trăiesc în Africa și Asia. De obicei, au penajul predominant verde și prezintă diferite colorații pe cap.

## Genuri
Subfamilia conține 3 genuri:
- Genul Agapornis
  - Agapornis canus
  - Agapornis fischeri
  - Agapornis lilianae
  - Agapornis nigrigenis
  - Agapornis personatus
  - Agapornis pullarius
  - Agapornis roseicollis
  - Agapornis swindernianus
  - Agapornis taranta
- Genul Bolbopsittacus
  - Bolbopsittacus lunulatus
- Genul Loriculus
  - Loriculus amabilis
  - Loriculus aurantiifrons
  - Loriculus beryllinus
  - Loriculus camiguinensis
  - Loriculus catamene
  - Loriculus exilis
  - Loriculus flosculus
  - Loriculus galgulus
  - Loriculus philippensis
  - Loriculus bonapartei
  - Loriculus pusillus
  - Loriculus sclateri
  - Loriculus stigmatus
  - Loriculus tener
  - Loriculus vernalis

## Galerie

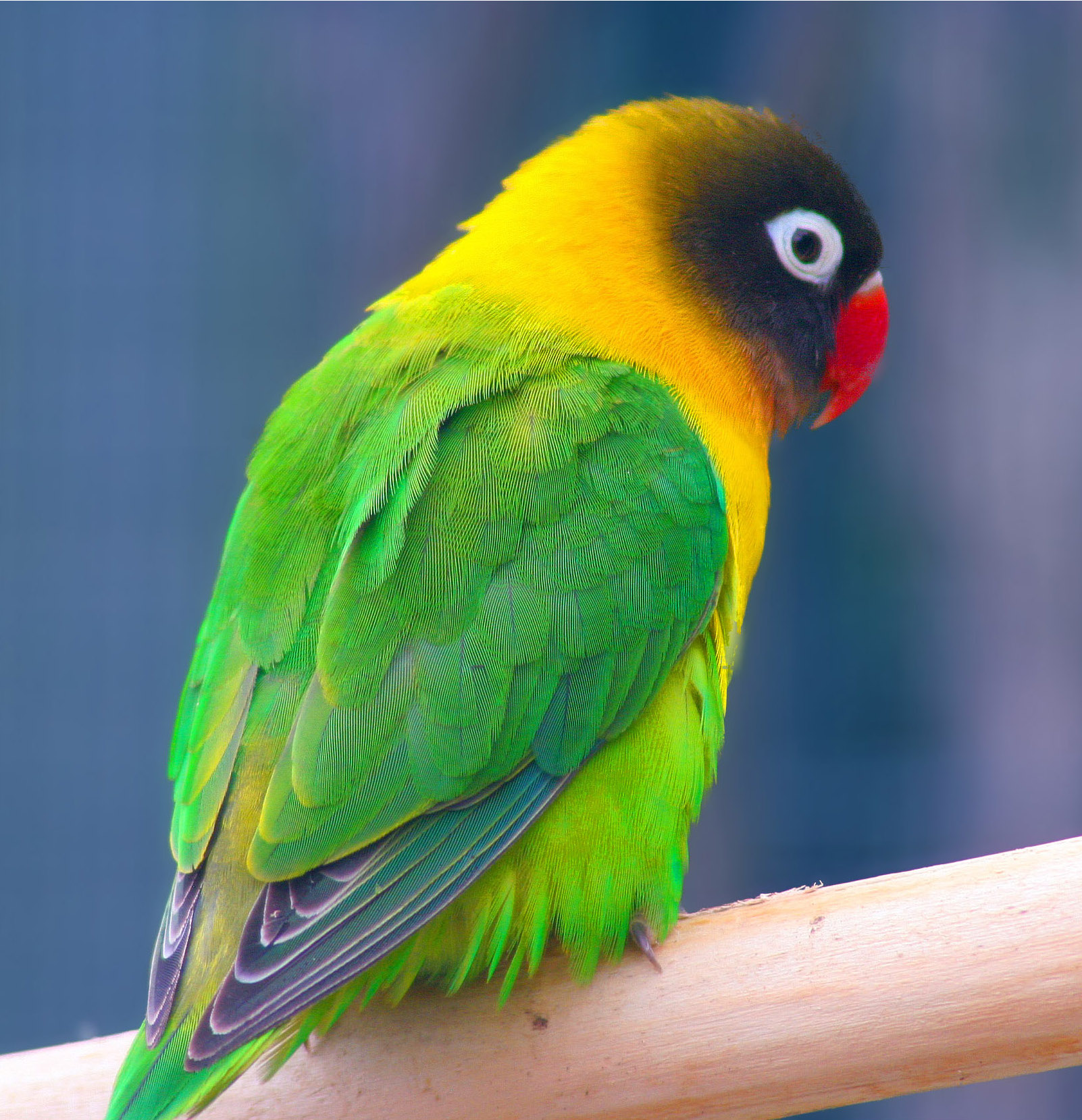
Agapornis personatus
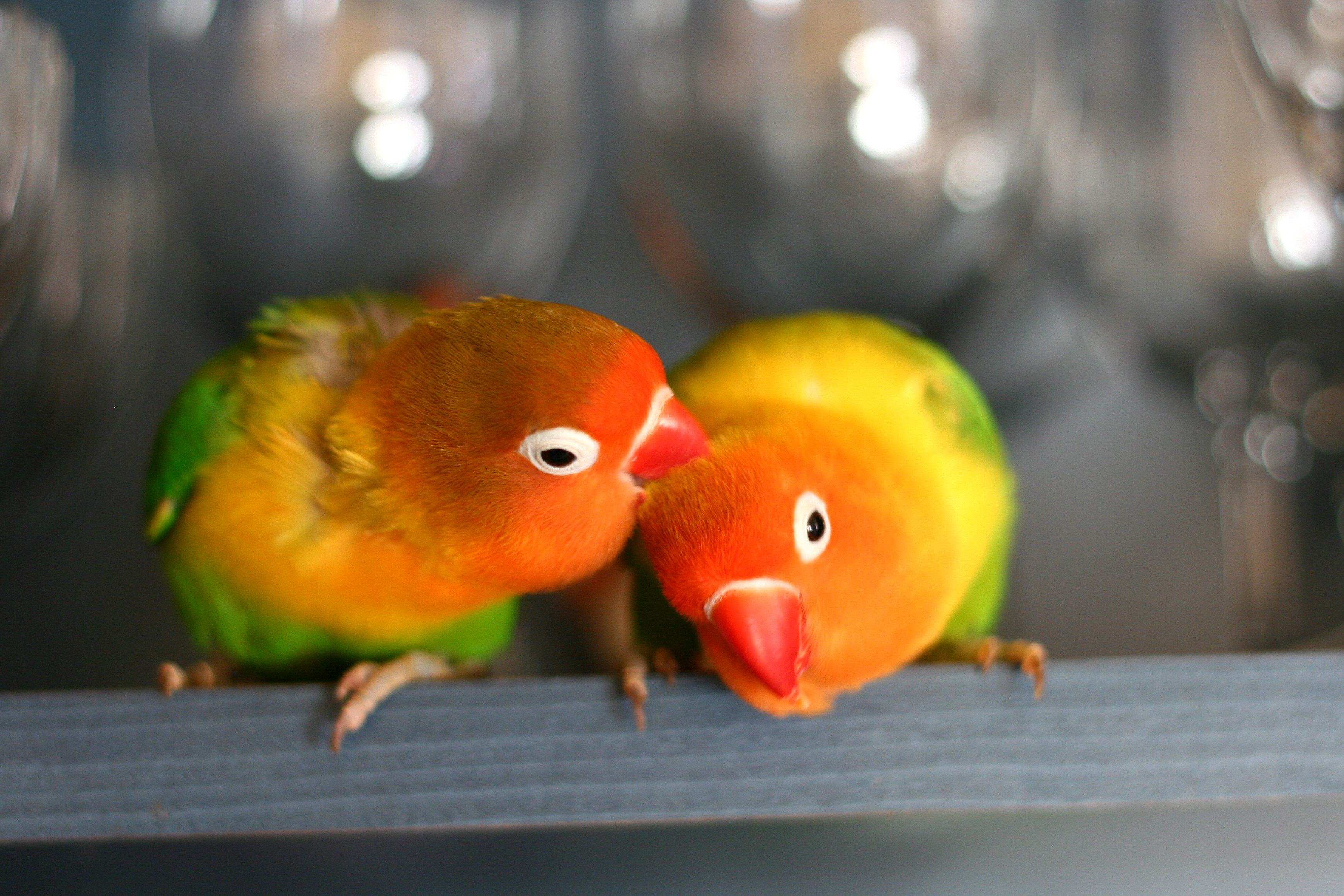
Agapornis fischeri
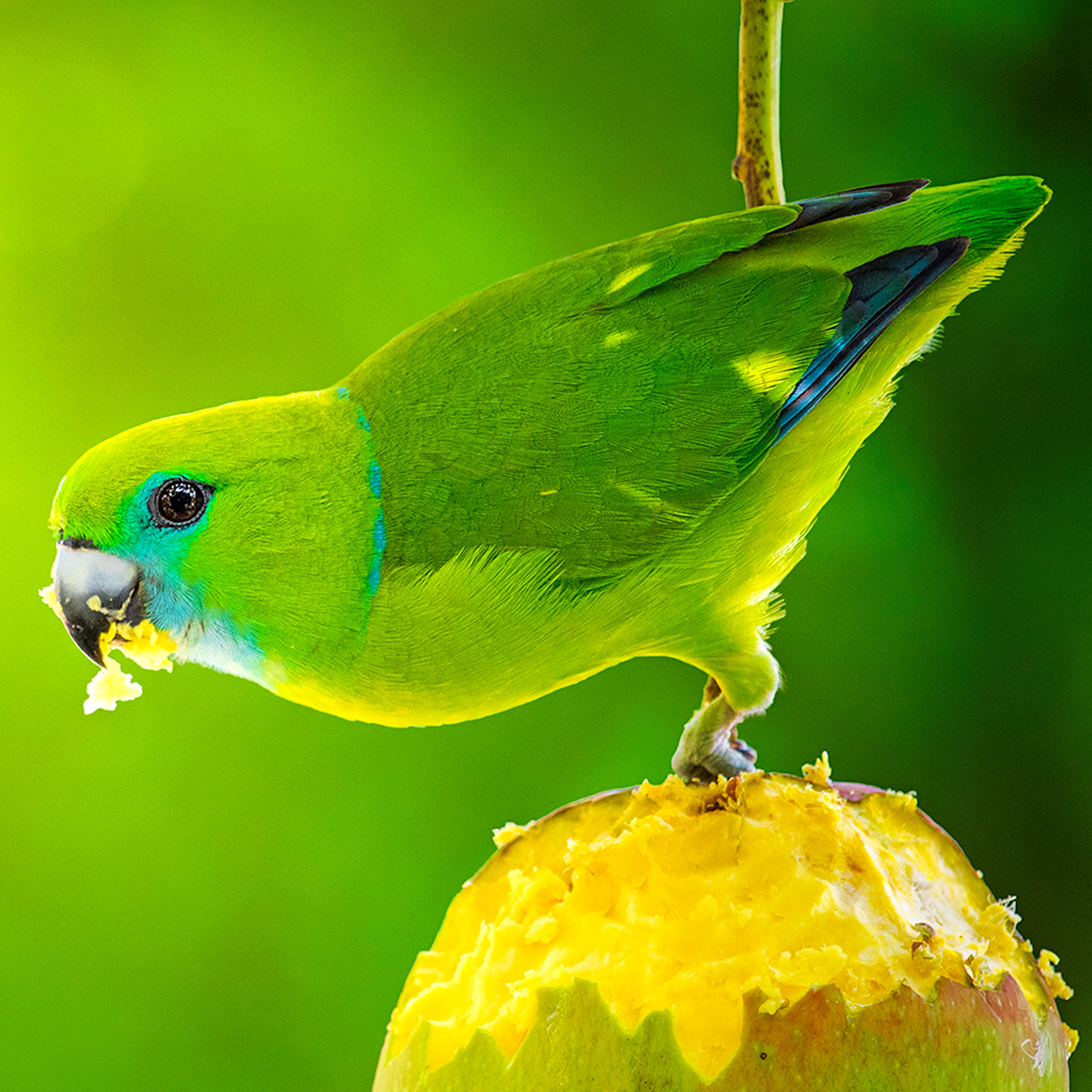
Bolbopsittacus lunulatus
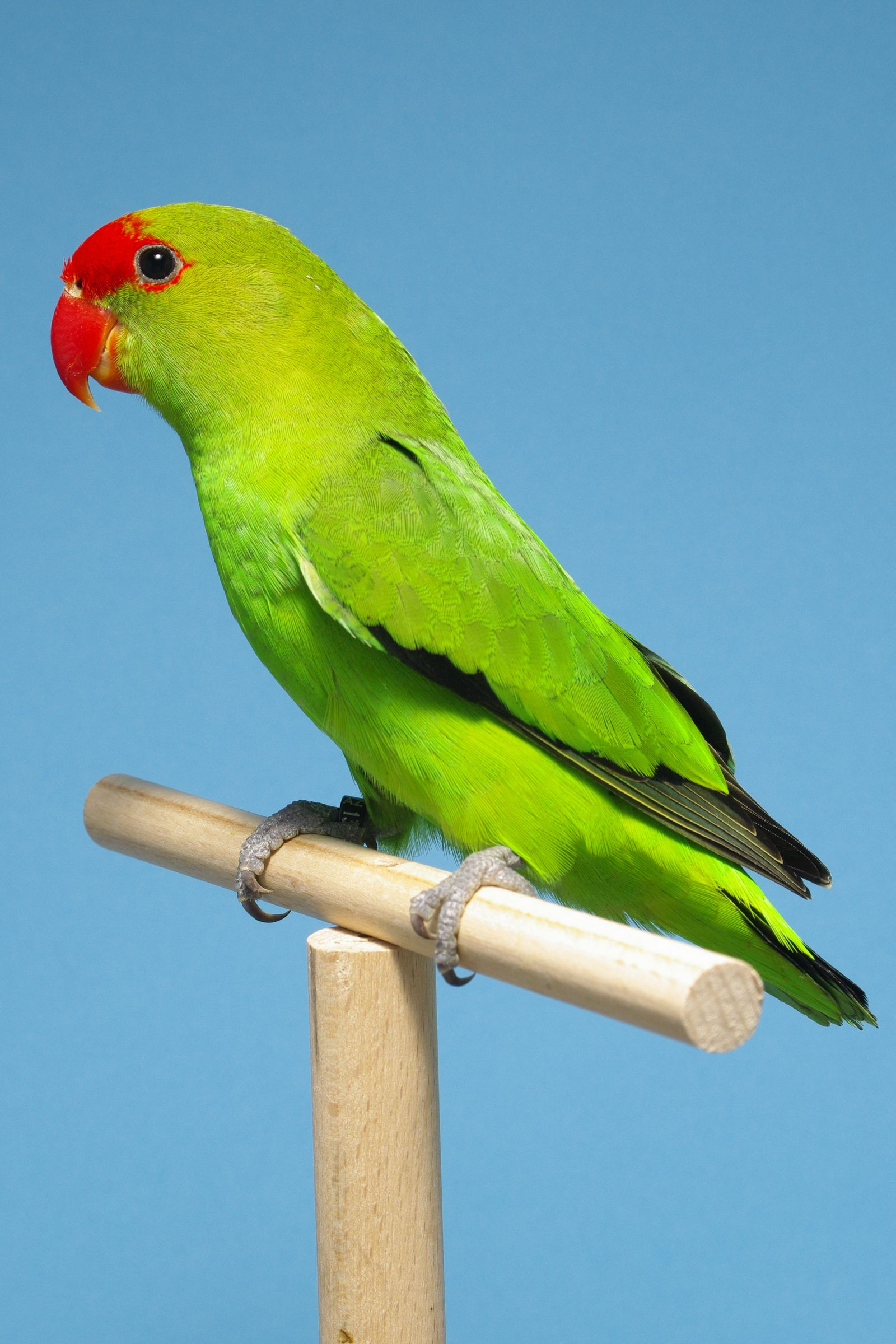
Agapornis taranta